# Amblyospize à front blanc
Amblyospiza albifrons
Genre
Espèce
Statut de conservation UICN

 LC  : Préoccupation mineure
Statut CITES
L'Amblyospize à front blanc (Amblyospiza albifrons), également appelé grosbec ou tisserin à front blanc, est une espèce de passereau de la famille Ploceidae.
C'est la seule espèce du genre Amblyospiza. Amblyospize est le nom français que la nomenclature aviaire en langue française (mise à jour) a donné à ce genre.
Son aire s'étend de manière dissoute à travers l'Afrique subsaharienne.

## Sous-espèces
Selon la classification de référence du Congrès ornithologique international (14.2, 2024) :
- Amblyospiza albifrons capitalba (Bonaparte, 1850) — du Sénégal au sud-ouest du Nigeria
- Amblyospiza albifrons saturata Sharpe, 1908 — du Nigeria au nord-ouest de la RDC
- Amblyospiza albifrons melanota (Heuglin, 1863) — du nordest de la RDC à l'Éthiopie et l'Ouganda
- Amblyospiza albifrons montana Someren, 1921 — de la RDC au Kenya, Zambie, Malawi et nord-ouest du Zimbabwe
- Amblyospiza albifrons unicolor (Fischer & Reichenow, 1878) — sud de la Somalie, est du Kenya et de la Tanzanie
- Amblyospiza albifrons tandae Bannerman, 1921 — nord-ouest de l'Angola et ouest de la RDC
- Amblyospiza albifrons kasaica Schouteden, 1953 — sud-est de la RDC
- Amblyospiza albifrons maxima Roberts, 1932 — sud-est de l'Angola, nord-est de la Namibie, ouest de la Zambie et nord du Botswana
- Amblyospiza albifrons woltersi Clancey, 1956 — est du Zimbabwe, sud du Mozambique et nord-est de l'Afrique du Sud
- Amblyospiza albifrons albifrons (Vigors, 1831) — sud-est de l'Afrique du Sud

## Galerie

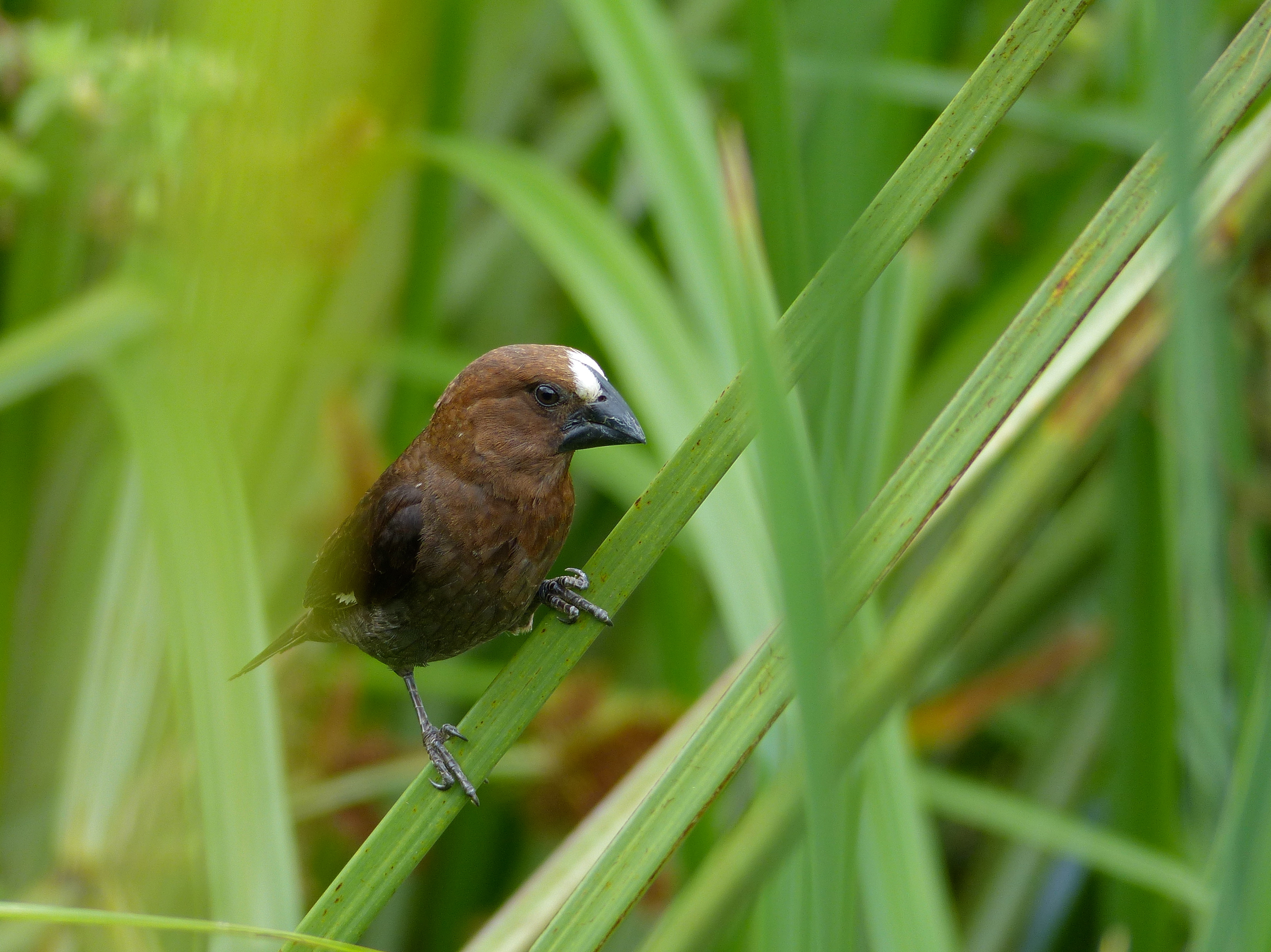
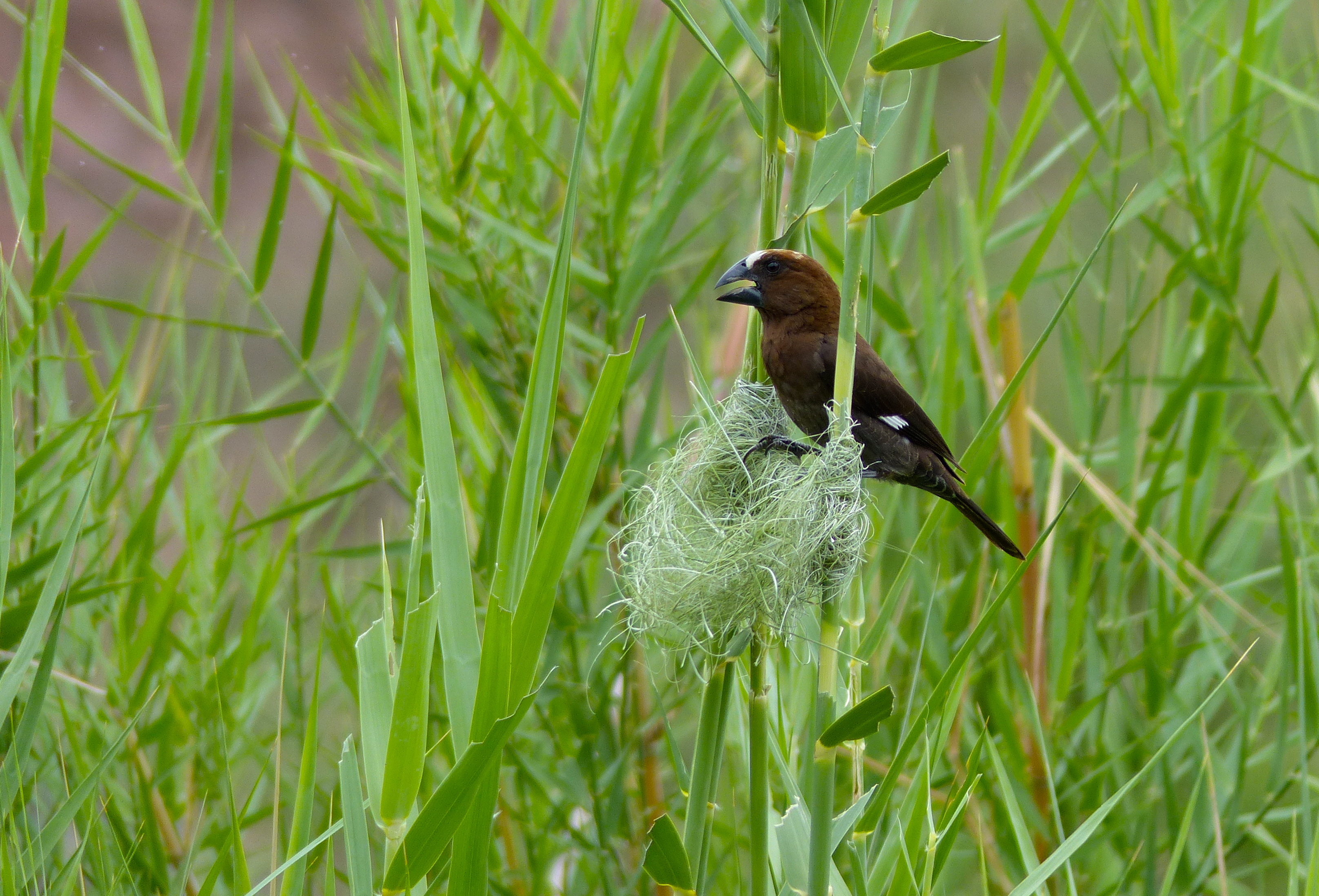
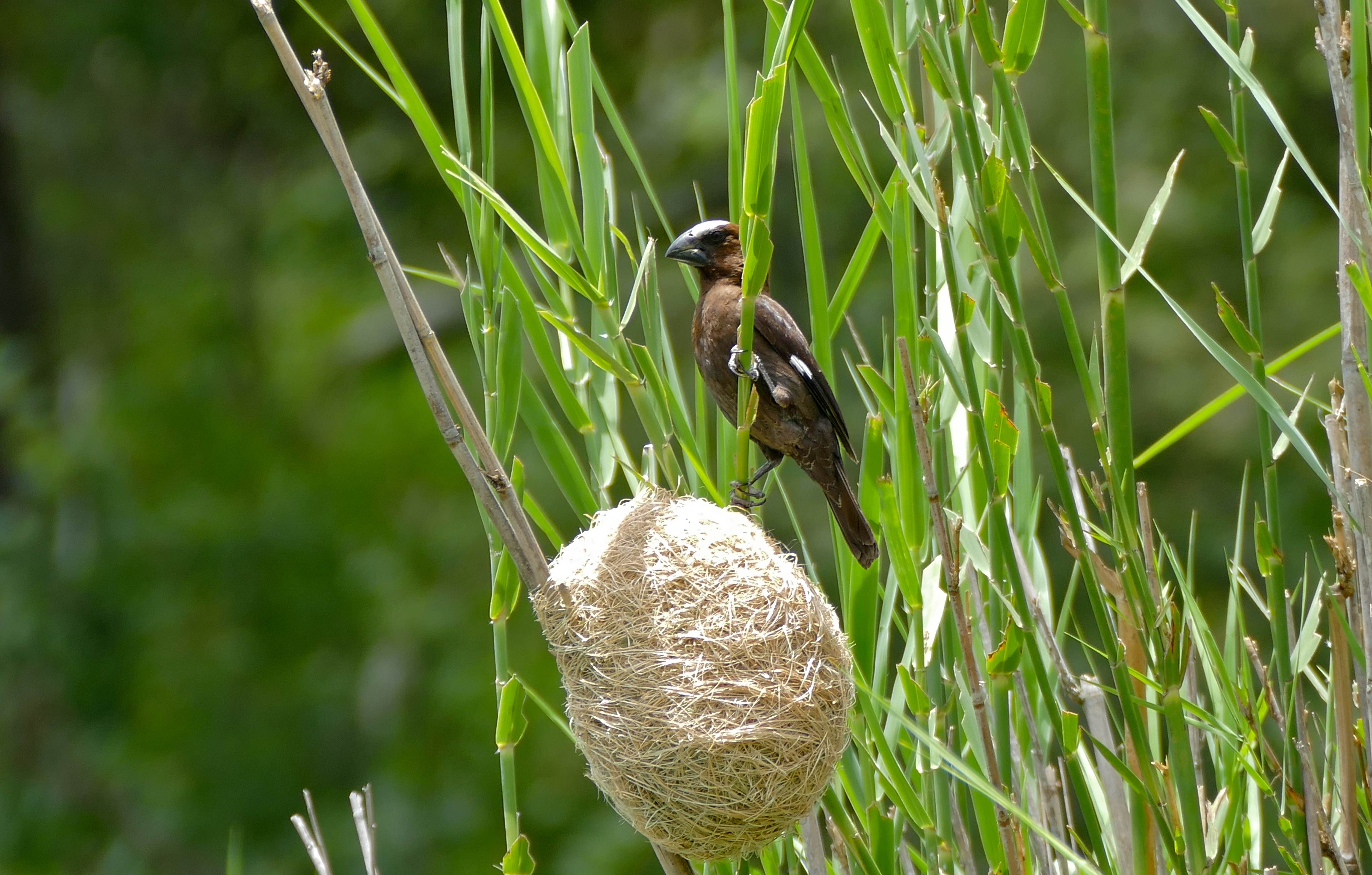
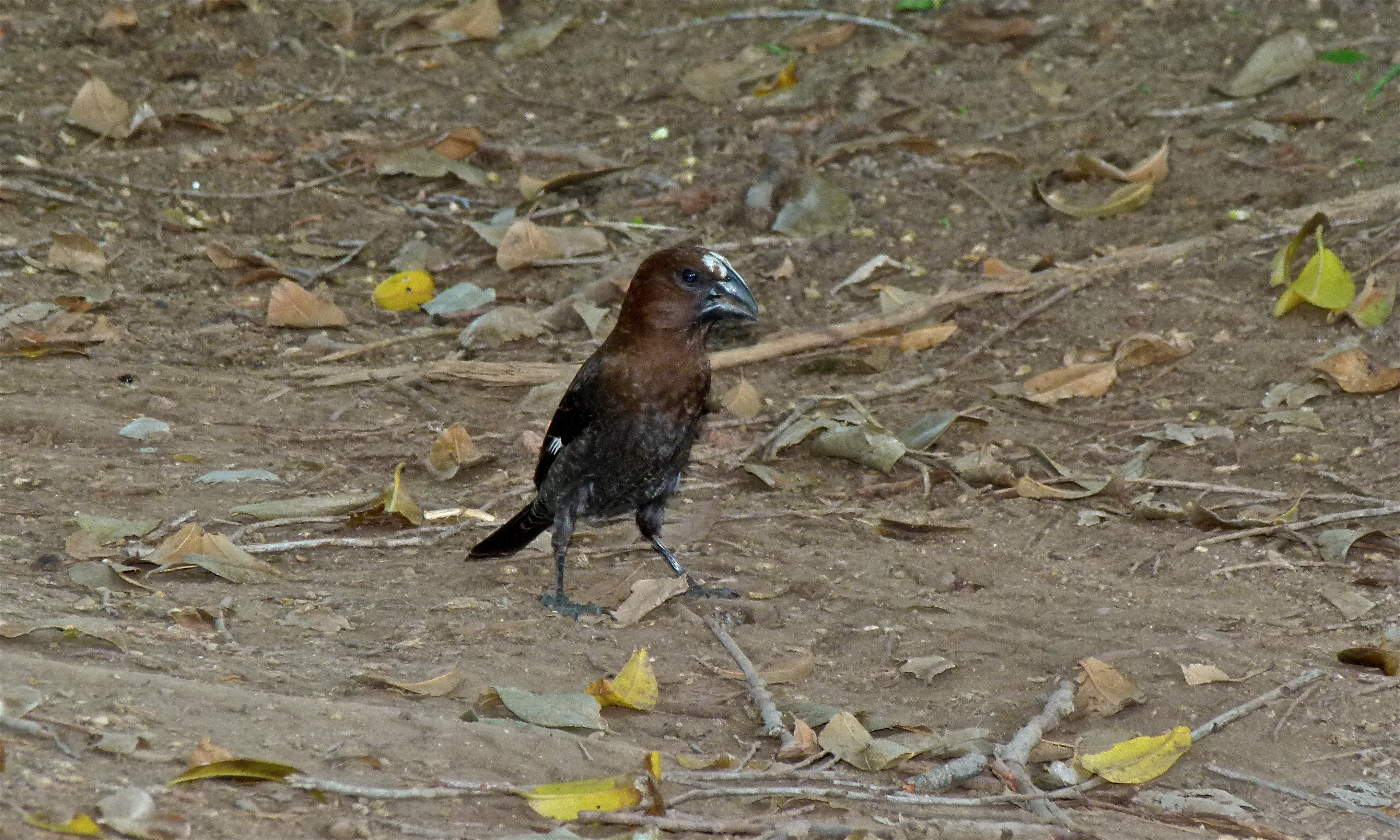